# オーレル・ニコレ
オーレル・ニコレ（Aurèle Nicolet, 1926年1月22日 - 2016年1月29日）は、スイスのフルート奏者。

## 経歴
1926年、スイスのヌーシャテルに生まれる。チューリッヒでアンドレ・ジョネに師事し、パリではマルセル・モイーズに師事した。12歳で初めてステージに立ち、1947年にパリ・コンセルヴァトワールの卒業コンクールで1位優勝した。1948年にはジュネーブ国際コンクールで第1位となる、同年からヴィンターテュール市立管弦楽団の首席奏者となる。フルトヴェングラーに嘱望されて、1950年から1959年までベルリン・フィルハーモニー管弦楽団の首席フルート奏者を務めた。同フィル退団後は1965年までベルリン音楽大学の教授を務めた。その後もフライブルクやバーゼルで後進の指導を続けながら、ソロ演奏活動を行う。

## 各オーケストラへの評価

### ベルリン・フィルハーモニー管弦楽団への評価
セルジュ・チェリビダッケが首席指揮者を務めていた時代のベルリン・フィルハーモニー管弦楽団について、ニコレは「高度な教育をまったく受けたことのない音楽家も含まれていました。ナチ時代に入って優秀な教師がいなくなり、次に戦争が始まって、あとに続くべき多くの若手音楽家が前線に駆りだされ、音楽を学ぶ時間などなかったのですから！当時のベルリン・フィルでは、正確なリズムがきちんと守られているとは言えませんでした」と述べている。また、ベルリンフィルの音楽監督を務めたヘルベルト・フォン・カラヤンの指揮については「破壊されつくしたベルリンに、カラヤンは音楽でもって無傷の世界を作ろうと努力した。彼の演奏は、響きがすべて丸みを帯び、異様に美しかった。けれど私には、いつもほんの少しクリームソースがかかっているように聞こえた」と評した。

### シュターツカペレ・ドレスデンへの評価
シュターツカペレ・ドレスデンについてニコレは「そのメンバーの総体としてよりも、集団としての個性が際立つ数少ないオーケストラだ」と評している。

## レパートリー
バロックから現代まで、そのレパートリーは幅広い。中でもバッハ演奏には定評がある。また「人々が新刊書を待ち望むように、新しい音楽作品の発表を期待しないのは何故だろうか」という問題意識のもと新しい作品に取り組んでおり、ニコレのために多くの作曲家が曲を捧げている。武満徹は遺作『エア』を70歳の誕生日を祝して書き、『ヴォイス』もニコレのために書かれた作品である。
浅里公三は、ニコレを「多彩な活動と音楽性でフルート隆盛を築いた最大の功労者」と評している。